# Andrej Chmelko
Andrej Chmelko (pseudonym Ach) (19. listopadu 1908, Hliník nad Hronom – 25. srpna 1998, Banská Štiavnica) byl slovenský prozaik, dramatik a publicista.

## Životopis
V letech 1924–1928 studoval na učitelském ústavu v Banské Bystrici. V letech 1930–1932 působil jako ředitel státní školy v Horní Turovce a v Nové Bani, v letech 1939–1941 byl profesorem na gymnáziu v Kremnici, v letech 1941–1943 působil jako člen činohry SND v Bratislavě, v letech 1943–1945 byl režisérem a hercem Slovenského divadla v Prešově, v letech 1945–1953 působil jako šéf činohry a v letech 1953–1968 byl ředitelem Státního divadla v Košicích.

## Tvorba
První povídky a novely publikoval časopisecky, knižně debutoval lyrizujícím románem, jako dramatik se prezentoval rozhlasovými hrami pro děti a mládež. Pro divadlo upravil a přepracoval hru Martina Kukučína Bacúchovie dvůr (1948) a zdramatizoval Timravinu novelu Hrdinové (1953). Ve svém díle zpracoval zkušenosti z oblasti divadelnictví, dějiny Slovenského, maďarského, českého, ukrajinsko-rusínského divadla, vydal výběr z teatrologických a popularizačních příspěvků a vzpomínek a je autorem memoárové knihy. Sporadicky se věnoval překladatelské činnosti z češtiny.

## Dílo
- 1938 Poslední Dóczy na Revistas
- 1947 Na černé hrudi
- 1950 Po široké koleji
- 1962 Tvůrčí problémy divadla
- 1971 Divadlo na východním Slovensku
- 1989 V zajetí Tali
- 1995 Když stráně kopneli
- 1996 Zpoza opony